# Loka, Hällefors kommun
Loka är en ort i Hällefors kommun, Örebro län.
I Loka ligger den klassiska hälsobrunnen Loka brunn. Lokavatten utvinns i Loka.